# Johann Caspar Brenzinger
Johann Caspar Brenzinger (* um 1651 in Kirchhofen im Breisgau; † 7. Dezember 1737 in Freiburg im Breisgau) war ein deutscher Barockmaler und bedeutender Ratsherr der Stadt Freiburg.
Noch 1923 hieß es über Brenzinger: „Obgleich er in zahlreichen Urkunden als ‚kunstreich‘ benannt wird, sind Werke der Malerei von ihm nicht bekannt“ – doch änderte sich das durch Forschungen seines Nachkommen in der fünften Generation Heinrich Brenzinger, der eine ausführliche Familiengeschichte schrieb. Eine kunstwissenschaftlich-monographische Behandlung liegt bisher nicht vor.

## Leben
Johann Caspar war das sechste von acht Kindern des Johann Baptist Brentzinger (1610–1685) und seiner Frau Maria Jakobe geb. Billmayer († 1693). Der Vater war Verwaltungsbeamter der Freiherrn von Schauenburg sowie ab 1652 Verwaltungsbeamter (Registrator, Amtschreiber) und schließlich Ratsherr der Stadt Freiburg. Auch in Kirchhofen, wo Johann Caspar zur Welt kam, war der Vater als Schauenburger Amtmann tätig, nachdem die Schweden gemäß dem Westfälischen Frieden 1648 den 1633 blutig eroberten Ort geräumt hatten.
Johann Caspar besuchte die städtische Lateinschule in Freiburg und dann das von den Jesuiten geleitete Gymnasium academicum, zählte aber nach dem Urteil seiner Lehrer zu den „Knaben, die zuem studieren nit tauglich erachtet werden“. Neben der Familie Brenzinger wohnte in der heutigen Merianstraße der Maler Matthias Schweri († 1687), und vermutlich begab sich Johann Kaspar zu ihm in die Lehre. 1681 trat er eine Italienreise an. Seine Eindrücke nutzte er, als er die Freiburger Lorettokapelle mit Wandgemälden schmückte. 1683 heiratete er Maria Ursula Vogler († 1690). Sie war Schwester des Abtes des Benediktinerklosters St. Blasien Romanus Vogler und des Abtes des Benediktinerklosters Schuttern Jakobus Vogler. 1686 wird Brenzinger im Tagebuch des Klosters St. Blasien als „pictor noster“ bezeichnet. Er bezog eine Wohnung in St. Blasien und malte Passionsbilder für die Kirche sowie eine Auferstehung Jesu Christi, die Abt Romanus dem Kloster Mariastein bei Solothurn schenkte.
1687 wurde er als Nachfolger des verstorbenen Schweri einer der zwölf bürgerlichen Freiburger Ratsherren und zog von St. Blasien nach Freiburg. Gegenüber seinen zahlreichen städtischen und sonstigen Ämtern trat nun seine künstlerische Tätigkeit zurück. Er wurde Vermögensverwalter des reichen Klosters Schuttern, war weiter für St. Blasien tätig und wurde mehrfach zum Zunftmeister der „Malerzunft zum Riesen“ gewählt. Vor allem war er vierunddreißig Jahre lang, bis 1734, als „regierender Bauherr“ zuständig für alle Bauvorhaben in der Stadt. Es war eine Zeit reicher Bautätigkeit, nachdem zunächst Freiburg ab 1678 durch Sébastien Le Prestre de Vauban zur französischen Festung ausgebaut und dann 1697 mit dem Frieden von Rijswijk wieder habsburgisch geworden war.
Wie sich der Alltag gestalten konnte, schildert der Urururenkel zitatreich: „Im Juni 1709 hatte nach einem schweren Wolkenbruch ein Hochwasser der Dreisam einen ungemein großen Schaden angerichtet ‚wie seit einem Mannsalter nicht erlebt‘. Die Straße ‚in der Höll‘, dem Höllental, und in Buchenbach, Gebiete, die zur städtischen Grundherrschaft (‚Talvogtei‘) gehörten, wurden ‚totaliter ruiniert‘. Die anstoßenden Güter wurden überschwemmt, Wehre und Brücken schwer beschädigt und der ‚Auweg‘ zerstört. Nach einem Augenschein wurde, ‚um den Auweg sowie die bruckhen ohne ahnstandt widerum in practicablen standt zu setzen‘, ein großes Aufgebot von Hilfskräften bestellt und Johann Caspar zum ‚obersten Meister der Soldaten und Arbeiter‘ ernannt.“ 1704 kaufte Brenzinger für seine groß gewordene Familie das Haus zum „Kleinen Fälklin“ an der heutigen Kaiser-Joseph-Straße, gegenüber dem an der Ecke Kaiser-Joseph-Straße/Münsterstraße gelegenen Heiliggeist-Spital, für dessen Kirche er 1705 ein Bild des Evangelisten Markus malte. Aus drei Ehen hatte Brenzinger achtzehn Kinder, heiratete aber, als seine dritte Frau 1725 gestorben war, im darauffolgenden Jahr, schon fünfundsiebzigjährig, ein viertes Mal, und zwar die Witwe Anna Maria geb. Studer († 1735), die damit ihrerseits zum dritten Mal die Ehe einging – „kein Wunder, daß diese verwickelten Verwandtschaftsverhältnisse langwierige Erbschaftsstreitigkeiten zur Folge hatten“.

## Werk

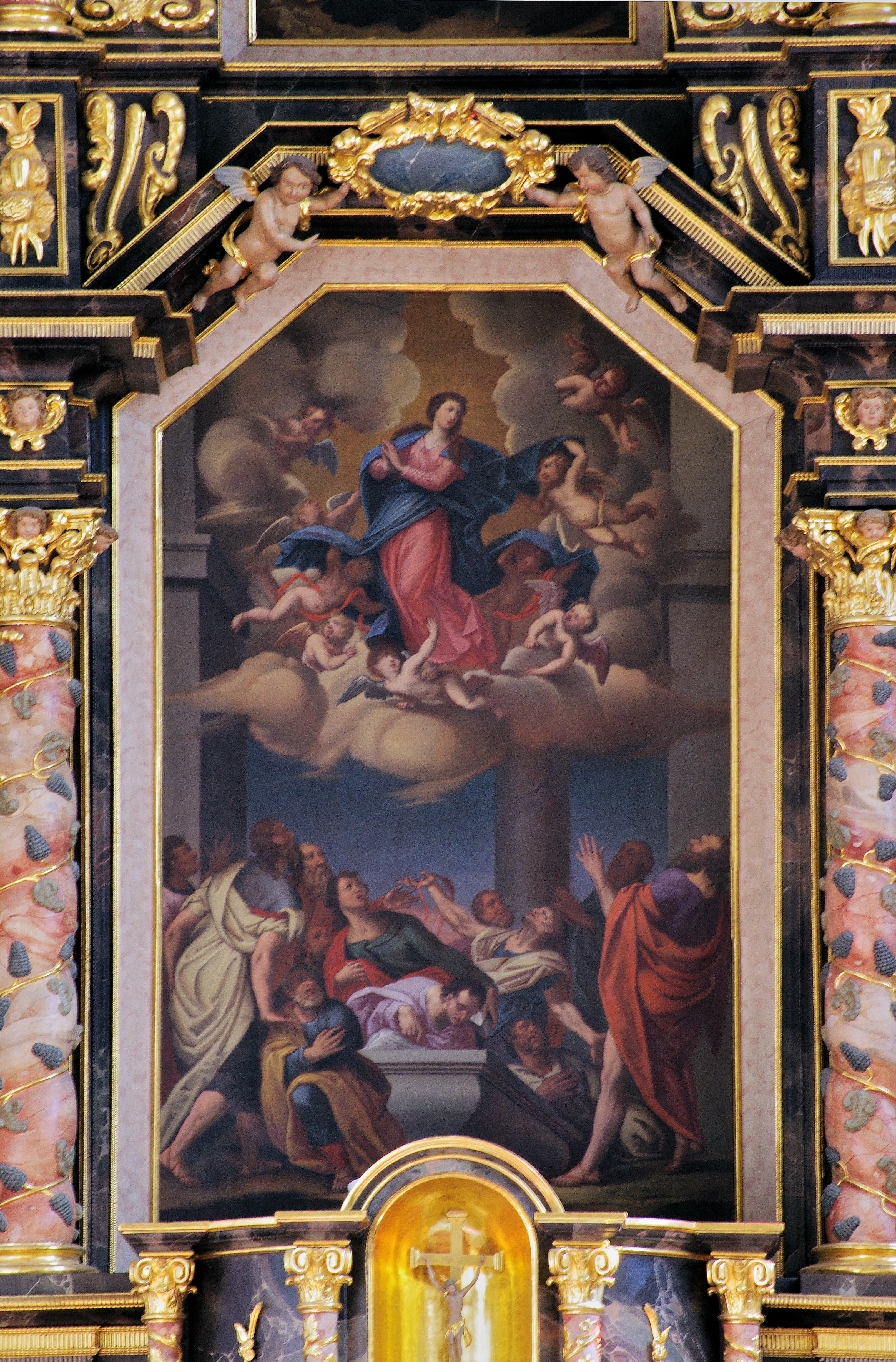
Aufnahme Mariä in den Himmel in Kirchzarten

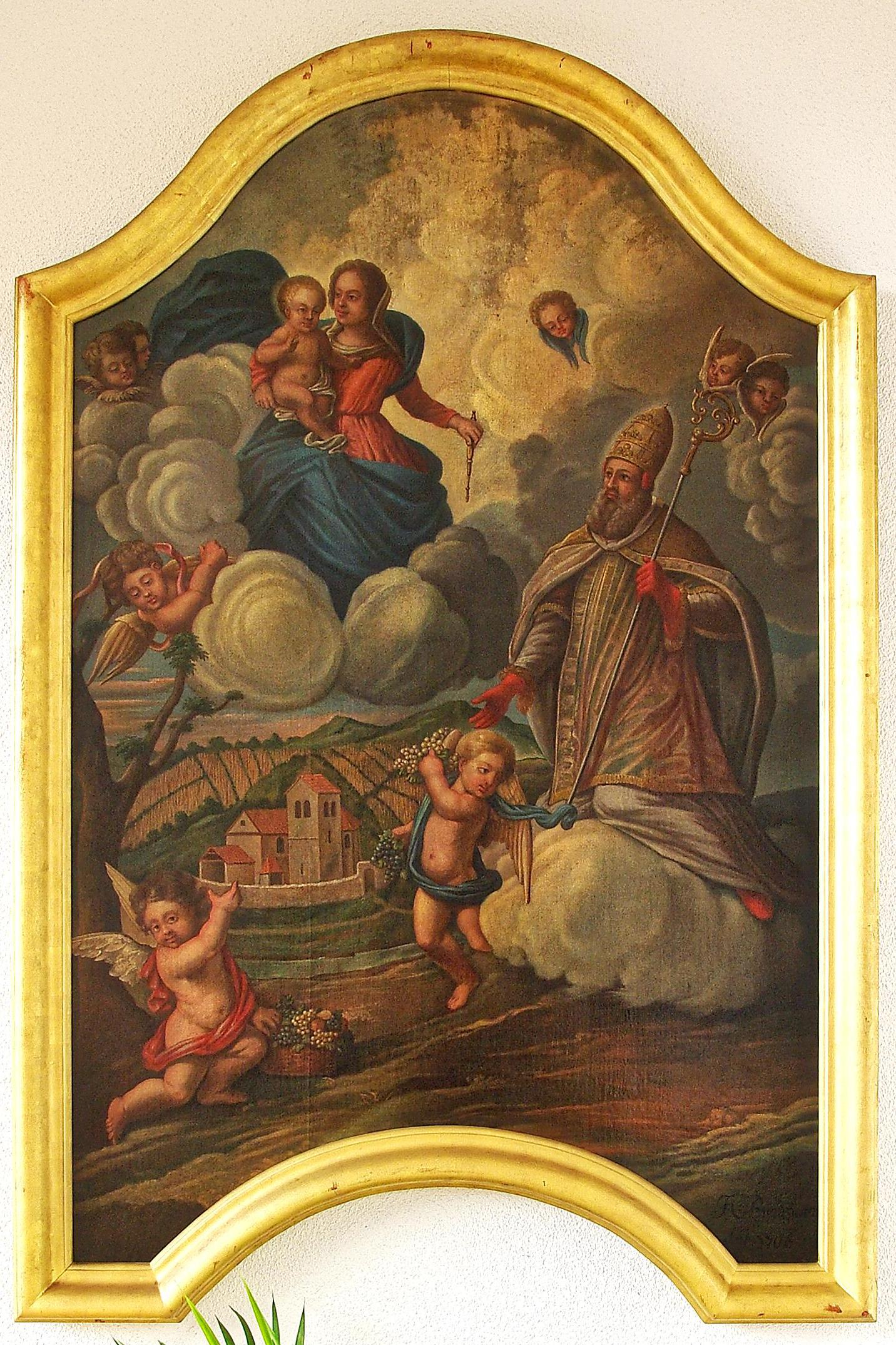
St. Urban in der Pfarrkirche in Freiburg-Herdern

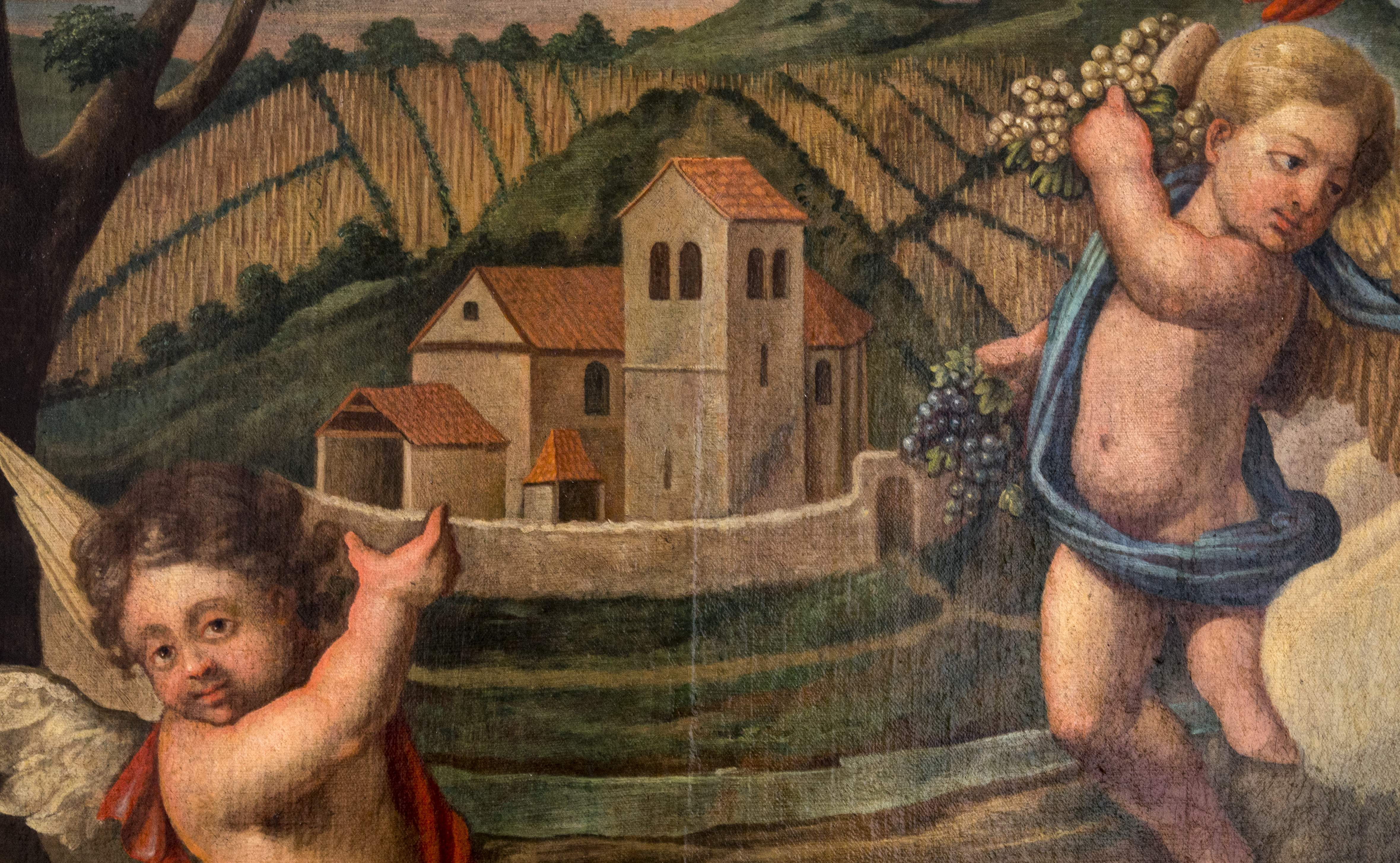
Die 1839 abgerissene romanische Herderner Kirche

Die Wandmalereien in der Freiburger Lorettokapelle, die 1929 vorsichtig Johann Caspar Brenzinger zugeschrieben wurden, lehnen sich eng an die – schon damals stark zerstörten und heute verschwundenen – Wandgemälde in der ‚Casa santa‘ des italienischen Wallfahrtortes Loreto an: mehrere Madonnen, der heilige Georg, zweimal der heilige Antonius der Große und Stifterbildnisse sind votivtafelähnlich, durch freie Flächen getrennt, über die Wände verteilt. Sie sind offenbar weder Brenzingers persönlicher Stil noch überhaupt Barock.
Des jungen Brenzinger eigenen Stil zeigen die Hochaltarbilder der Pfarrkirche St. Gallus in Kirchzarten. Das Hauptbild, eine Aufnahme Mariä in den Himmel, ist signiert und 1683 datiert. Das Oberbild zeigt den Kirchenpatron mit Abtsstab und dem Bären, wie er dem Heiligen Brennholz bringt. Links im Hintergrund ist die Kirchzartener „Talvogtei“ zu sehen, das Verwaltungszentrum Freiburgs für seinen Besitz im Einzugsgebiet der Dreisam.
Das Bild des Evangelisten Markus aus der Kirche des Heiliggeist-Spitals Freiburg, 1705 datiert und signiert, gelangte bei der Aufhebung dieser Kirche in die Pfarrkirche St. Agatha in Horben und ist heute in Privatbesitz.
Im Speicher der Pfarrkirche St. Urban im Freiburger Ortsteil Herdern entdeckte Pfarrer Franz Kern 1974 ein Bild des heiligen Papstes Urban I. Es ist signiert „J.C. Brentzinger fecit 1706“. Rechts steht auf einer Wolke der Papst und segnet die alte kleine, 1839 abgerissene romanische Herderner Kirche vor Rebhängen. Links erscheint auf Wolken Maria mit ihrem Kind. „Entzückend sind die zwei ausgemalten Puttos, die beide damit beschäftigt sind, die Symbole des hl. Urban, die Trauben, zu tragen. Während der eine seine Hand an ein Flechtkörbchen legt, das mit blauen und hellen Trauben gefüllt ist, trägt der andere sogenannte ‚Henkele‘ – mit je zwei Trauben behangene Zweige, in seinen Händen.“
1717 entstanden die beiden Seitenaltarblätter der Pfarrkirche Mariä Himmelfahrt in Umkirch, rechts die Heiligen Sebastian und Wendelin, links Maria mit ihren Eltern Joachim und Anna.
Ab 1718 baute das Kloster St. Blasien seinen Freiburger Stadthof um, das heutige Stadtarchiv Freiburg in der Salzstraße. Die Deckengemälde im 1. Obergeschoss, den Räumen des Abtes, ein heiliger Augustinus und eine Hochzeit zu Kana, stark übermalt, sollen auf Brenzinger zurückgehen.
In der Pfarrkirche St. Gallus und Otmar in Ebringen schuf Brenzinger 1721 die Deckenbilder des Langhauses, ein Abendmahl Jesu, „wobei ihm prächtige Charakterköpfe gelungen sind“, eine Aufnahme Mariä in den Himmel, weitere Marienszenen sowie die Heiligen Gallus und Benedikt von Nursia.
Die Chorbogenwand der 1725 geweihten St. Michaelskapelle auf dem Freiburger Alten Friedhof zeigt links den griechischen Zeitgott Chronos, einen Greis mit Sense und Stundenglas, rechts drei mit Seifenblasen spielende Putti, jeweils unter einem Zifferblatt. Das Monogramm „JCB“ auf dem linken Bild unterstützt die Zuschreibung an Brenzinger.
Auch Johann Caspars älterer Bruder Bartholomäus, ein Kapuzinerpater, war künstlerisch tätig, und zwar als Bildhauer. Er fertigte 1707 für das Freiburger Münster eine (nicht erhaltene) Ölberggruppe an. Ein Urenkel Johann Caspars war der Maler Erhard Joseph Brenzinger.